# Changzhi
Changzhi is een stad in de gelijknamige prefectuur in het oosten van de noordelijke provincie Shanxi, Volksrepubliek China. Bij de volkstelling van 2020 had de stad 1.047.461 inwoners, de gehele prefectuur had 3.180.884 inwoners.